# みうらうみ
みうら うみ（1998年12月7日 - ）は、日本の元ファッションモデル、元グラビアモデル。北海道出身。元プラチナムプロダクション所属。都内音楽大学音楽科ピアノ専攻。

## 略歴
地元北海道にてモデルエージェンジーに所属し、北海道を中心に活動。2017年4月に都内の音楽短大への入学を期に上京。大学では、音楽科ピアノ専攻に在学し、2019年3月に卒業。同6月に事務所に所属。同8月株式会社集英社『週刊ヤングジャンプ』でデビュー。その後、青年誌を中心に活動。
2022年5月末をもって所属していたプラチナムプロダクションを離れ、芸能界を引退した。

## 人物
- 趣味：いろんな所巡り
- 特技：ピアノ(4歳から現在まで)、ほぼ絶対音感
- 大学で、音楽療法士(2級)の資格を取得した。

## 出演

### 雑誌

#### グラビア
- 集英社「週刊ヤングジャンプ」（2017年39号（8月24日）[2]・2018年9号（2月1日））
- 光文社「FLASH」（1440号（2017年9月19日））
- 株式会社サイゾー「月刊サイゾー」（2017年10月号（9月19日）
- 学研プラス「BOMB」（2017年12月号（11月9日））
- ベストセラーズ「CircusMax」（2017年11月10日）
- 白泉社「ヤングアニマル」（2017年12月8日）
- 秋田書店「ヤングチャンピオン」（2017年12月26日）
- 小学館「ビッグコミックスピリッツ」（2018年1月6日）
- 集英社「週刊プレイボーイ」（2018年2月10日）
- スクウェア・エニックス「ヤングガンガン」（2018年2月16日）
- 光文社「FLASHスペシャル」（2018年3月2日）
- 講談社「FRIDAY」（2018年3月16日・4月20日）
- 晋遊舎「MONOQLO」（2018年4月19日）
- 扶桑社「SPA!」（2018年5月8日）

#### ファッション
- 主婦の友社「RAY」（2018年2月23日）
- 宝島社「smart」（2018年2月24日）
- センス「SENSE」（2018年3月10日）

### カタログ
- マイム・レンタル振袖
- アニバーサリースタジオガネット

### 写真集
- うみとうみ（2018年9月28日、ワニブックス、撮影：桑島智輝）[3] ISBN 978-4-8470-8147-7

### テレビ
- テレビ東京「じっくり聞いタロウ〜スター近況（秘）報告〜」
- テレビ東京「NEO決戦バラエティ キングちゃん」
- RKB毎日放送「スキマTIMES」
- AbemaTV「女優とみる!真夜中の映画祭（仮）」
- 日本テレビ「今夜くらべてみました」 (2019年4月17日)
- テレビ東京「ゴッドタン」(2019年5月19日)

Vシネマ
・列島制覇-非道のうさぎ 1～８話(2021) コーラス部のピアノの女の子

### CM
- アリシアクリニック「karte2 冬篇」
- 北海道日本ハム
- ドコモ
- アルキタ
- セイコーマート
- ルスツ
- 札幌ファクトリー
- ゼクシィ

### ラジオ
- J-WAVEライブ「ALL GOOD FRIDAY」

### イベント
- Girls Award2018
- 札幌コレクション2018
- FUJIボクジング
- PASEOファッションショー
- BIBIブライダルショー
- 藻岩シャローム協会
- 旭川ブルーミントン